# Bataille d'Omdurman
Guerre des Mahdistes (1881-1899)
Batailles
- Aba
- El Obeid
- Première bataille d'El Teb
- Deuxième bataille d'El Teb
- Tamai
- Trinkitat
- El Eilafun
- Abu Klea
- Abu Kru
- Khartoum
- Kirbekan
- Hashin
- Tofrek
- Ginnis
- Metemma
- Toski
- Agordat
- Barca
- Tokar
- Serobeti
- Agordat
- Kassala
- Gulusit
- 1er Sebderat
- 2e Sebderat
- Mokram
- Tucruf
- Firkat
- Hafir
- Bedden
- Redjaf
- Abu Hamed
- Atbara
- Omdurman
- Fachoda
- Gedaref
- Roseires
- Umm Diwaykarat

La bataille d'Omdurman est livrée le 2 septembre 1898 au Soudan, pendant la guerre des mahdistes. Au cours de cette bataille, les troupes anglo-égyptiennes commandées par le général britannique Herbert Kitchener vainquent les troupes du Soudan mahdiste dirigées par l'armée d'Abdullah al-Taashi, successeur du Mahdi autoproclamé, Muhammad Ahmad.

## Déroulement

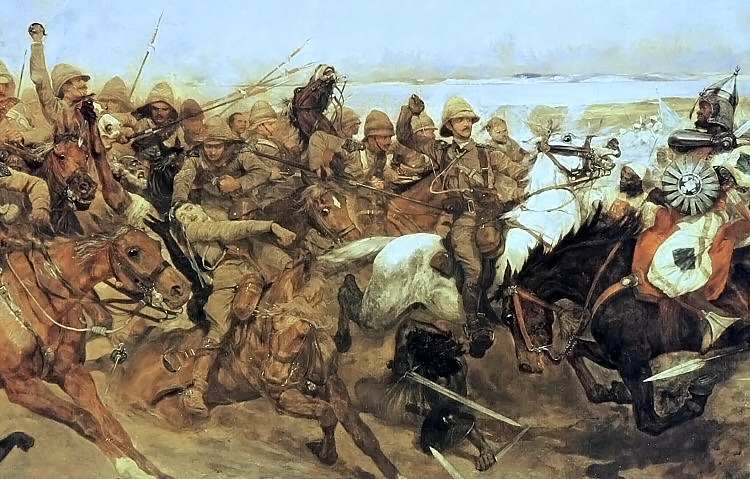
La charge du (Richard Caton-Woodville)

L'armée anglo-égyptienne commandée par le général Kitchener anéantit les mahdistes du calife Abdullah al-Taashi. Quelques mitrailleuses suffisent à anéantir une armée de milliers de derviches.
D'après les témoignages des soldats britanniques, les blessés soudanais furent abandonnés à leur sort : « Les milliers de mahdistes mourants ou blessés sur le champ de bataille ne reçurent aucun soin des Britanniques, qui leur tournèrent le dos et s'en allèrent ». « Ils demandaient de l'eau et appelaient à l'aide, mais nos officiers les repoussèrent avec mépris », relata un soldat britannique.
Point d'orgue du conflit, cette bataille scelle la reconquête du Soudan par les Anglo-Égyptiens et la destruction de l'empire mahdiste, même si la résistance des derviches perdure encore pendant plus d'une année.
Winston Churchill, alors officier de cavalerie, participa à la célèbre charge du 21e régiment de lanciers britannique, une des dernières de l'histoire militaire britannique. En tant que correspondant du Morning Post, Churchill décrivit la bataille comme « le plus remarquable triomphe jamais remporté par les armes de la science sur les barbares ». À son retour en Angleterre, il publia un récit du combat dans le livre La Guerre du fleuve (en anglais : The River War).